# Trochalus corpulentus
Trochalus corpulentus är en skalbaggsart som beskrevs av Max Quedenfeldt 1888. Trochalus corpulentus ingår i släktet Trochalus och familjen Melolonthidae. Inga underarter finns listade i Catalogue of Life.